# الفصل بين الكنيسة والدولة

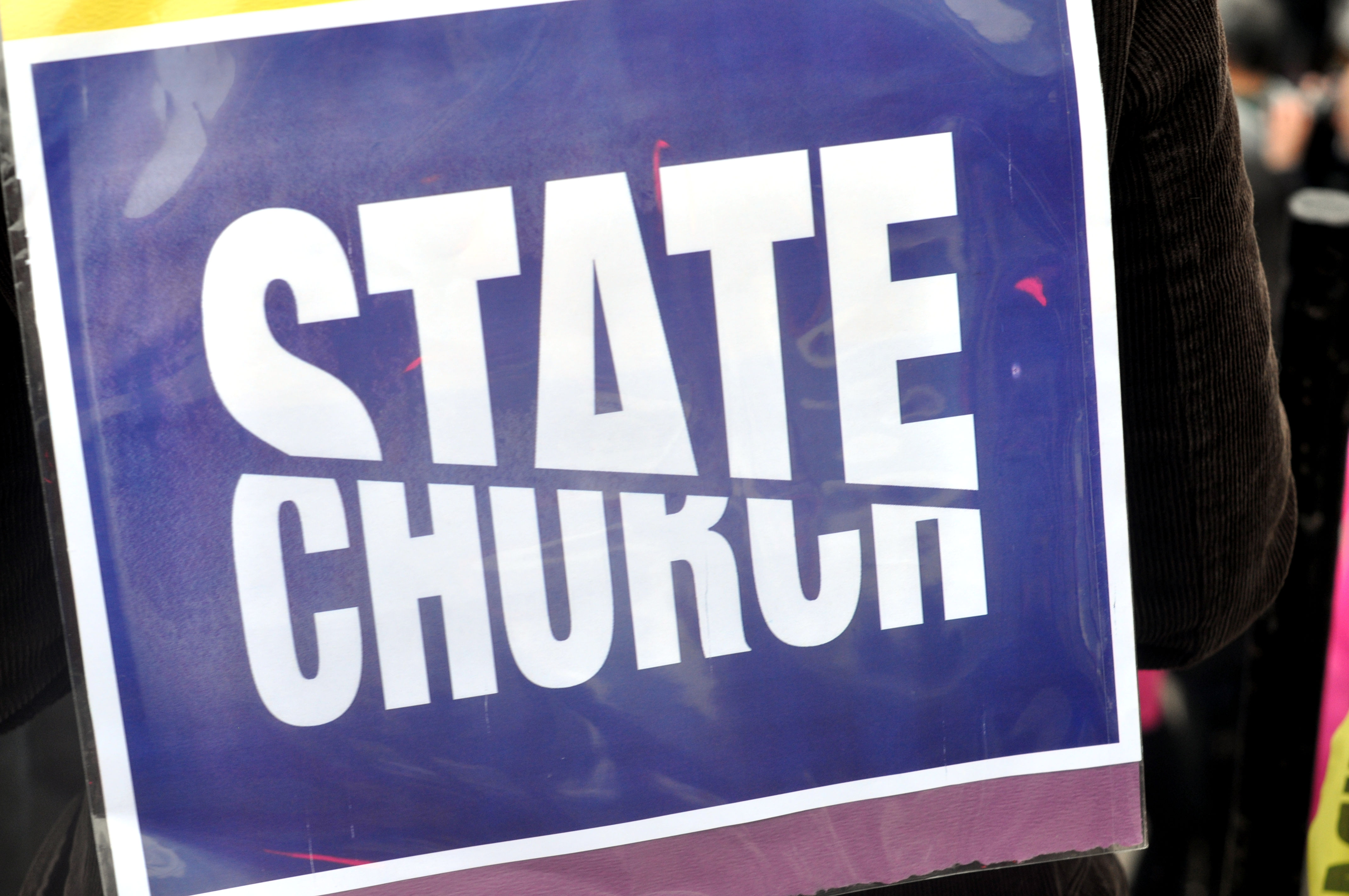

العلاقة بين الكنيسة والدولة، تقوم في الفهم المسيحي الحديث، على الفصل بين المؤسسة الدينية والمؤسسات الزمنية في شؤون السياسة والإدارة والأحزاب. تعرّف الكنيسة عن ذاتها بوصفها «كيان ذي رسالة روحية، وليس ذي رسالة سياسية»، ولذلك فإنّ «الشأن السياسي لا يدخل مباشرة في رسالتها»، فهي تعمل في كنف الدول وفي طاعتها. وتعارض القوانين التي تقرها الحكومات ضد الحقوق التي تراها الكنيسة إلزامية مثل الإجهاض أو القتل الرحيم، وتدعم بشكل خاص، القوانين التي تعزز العدالة الاجتماعية والإنماء المتوازن بين الطبقات، في هذا السياق قال البابا بندكت السادس عشر: «إن اللامساواة الجائرة، وأشكال الإكراه المختلفة، التي تطال اليوم الملايين من الرجال والنساء، تتنافى تنافيًا صريحًا مع إنجيل المسيح، ومن شأنها ألا تدع ضمير أي مسيحي مرتاحًا». المجمع الفاتيكاني الثاني قال إن الكنيسة أوكلت المسيحيين شؤون إدارة العالم، والعمل السياسي والحزبي، أما هي فلا تدعم الأحزاب أو تعارضها، إلا في الحالات الاستثنائية، مثل معارضة الحزب الشيوعي لمساسه بالعقيدة وحرية الكنيسة خلال مرحلة الحرب الباردة.
الحد الفاصل بين السلطة المدنية والسلطة الدينية، والذي يجد صداه في العهد الجديد (انظر مثلاً روما 13: 1)، نما باطراد منذ المجمع اللاتراني الأول في القرون الوسطى وحتى الأيام المعاصرة، ودخل بمراحل اصطدامية مثل مرحلة الثورة الفرنسية. في المقابل، تطلب الكنيسة، عدم تدخل الدولة في أنظمتها الخاصة، أو أملاكها أو تعليمها أو إدارتها. بعض الرسائل العامة للباباوات أمثال العام المئة، للبابا يوحنا بولس الثاني، علّمت أن الكنيسة "تدافع عن «دولة الحق»، ومبدأها إناطة السياسة بقوانين عادلة لا بإرادات بشرية متعسفة"، وأن الكنيسة "تقدر النظام الديموقراطي نهجًا يكفل للمواطنين صنع خياراتهم السياسية، ويضمن للمواطنين القدرة على اختيار ساستهم ومراقبتهم"، وأنها "ترفض قيام زمر صغيرة حاكمة تغتصب السلطة من الدولة لحساب مصالحها الخاصة أو مآربها الآيديولوجية". سوى ذلك، فإن القوانين المدنية تستمد قيمها عندما تكون عادلة، وفي مصلحة الخير العام، من القانون الطبيعي، الذي وضعه لله، وهو ما يثبتها ويحميها".
هذا النهج، مطبق بشكل كبير إنما غير كامل، في البلدان التي تحوي كنيسة وطنية، مثل إنجلترا. ويتمثل الفرق، بالاعتراف بدين للدولة، وبكون الملك رأس كنيسة الوطن؛ بكل الأحوال فإن الكنيسة لا تتدخل في شؤون السياسة حتى في حال الكنيسة الوطنية.

## لمحة تاريخية عن المفهوم والمصطلح

### العصور القديمة المتأخرة
يُعتبر القدّيس أوغسطينوس أحد المساهمين المهمّين في النقاش المتعلّق بالعلاقة المناسبة بين الكنيسة والدولة، إذ درس في كتابه مدينة الله (الكتيّب التاسع عشر، الفصل السابع عشر) العلاقة المثالية بين «المدينة الدنيوية» و«مدينة الله». افترض أوغسطينوس في كتابه هذا بأنه يُمكن إيجاد أوجه تداخل أساسية بين «المدينة الدنيوية» و«مدينة الله»، ولا سيما أن الناس في أمسّ الحاجة للعيش سويةً والانسجام معًا على الأرض. وبذلك، يرى أوغسطينوس أن مهمّة «المدينة المؤقتة» تكمن في إتاحة بناء «مدينة سماوية» على الأرض.

### العصور الوسطى الأوروبية
حكم الملوك بواسطة مفهوم الحق الإلهي لقرونٍ من الزمن. استخدم بعض الملوك هذا المفهوم أحيانًا بهدف تدعيم الفكرة القائلة بأن الملك يحكم كلًّا من مملكته والكنيسة الواقعة داخل حدودها، إذ تُعرف هذه النظرية باسم قيصروبابوية. وعلى الجانب الآخر، أفادت العقيدة الكاثوليكية بأنه يجب على البابا امتلاك السلطة المطلقة على الكنيسة والسلطة غير المباشرة على الدولة بصفته نائب المسيح على الأرض. علاوةً على ذلك، طالب البابا بمنحه الحق في خلع الملوك الكاثوليكيين في أوروبا الغربية عبر العصور الوسطى، إذ حاول ممارسة هذا الحق ونجح فيه أحيانا بينما فشل في أحيانٍ أخرى؛ كما كان الحال في عهد هنري الثامن ملك إنجلترا وهنري الثالث ملك نبرة.
أمّا في الغرب، تركّزت مسألة الفصل بين الكنيسة والدولة على الملوك الذين حكموا المنطقة العلمانية خلال العصور الوسطى، وتعدّوا على حكم الكنيسة في المنطقة الكنسية. أسفر هذا التناقض المعلّق والمنطوي على السيطرة النهائية للكنيسة عن صراعات على السلطة وأزمات في مجال القيادة، ولا سيما نزاع التنصيب الذي انتهى باتّفاق فورمس في عام 1122. تخلّى الإمبراطور عن حقّه في تقليد رجال الدين بخاتم وصولجان -كرمز لقوّتهم الروحية- بموجب هذا الاتّفاق، ويكفل الإمبراطور أيضًا الانتخاب عن طريق شرائع الكاتدرائية أو الدير والتكريس الحرّ.

### الإصلاح البروتستانتي
صاغ مارتن لوثر عقيدة المملكتين مع بدايات حركة الإصلاح البروتستانتي. يرى جيمس ماديسون أحد أهم المؤيدين الحديثين لفصل الكنيسة عن الدولة أن عقيدة المملكتين الخاصّة بلوثر تمثّل بداية المفهوم الحديث للفصل بين الكنيسة والدولة.
اتّخذت أفكار لوثر مسارًا جديدًا مع ظهور أفكار الإصلاح الراديكالي (تجديدية العماد). ظهر التغيير بشكل بارز في كتابات مايكل ساتلر (1490- 1527) الذي اتّفق مع فكرة لوثر القائلة بوجود مملكتين، لكنّهما اختلفا في الفكرة القائلة بأن هاتين المملكتين منفصلتان، وبالتالي يجب ألّا يصوّت المؤمنون المعمدانيون وألّا يخدموا في مناصب عامة وأّلا يشاركوا في أيّ أمر ضمن «مملكة العالم». أصبح منظور ساتلر موقفًا معياريًا لمعظم القائلين بتجديدية العماد في القرون القادمة، في الوقت الذي تنوّعت فيه الآراء خلال الأيام الأولى من حركة الإصلاح الراديكالي. جاء القائلون بتجديدية العماد بهدف تعليم الناس بأنّه لا ينبغي على سلطة الدولة إكراه الدين، إذ تناولوا أيضًا مسألة العلاقات بين الكنيسة والدولة بهدف حماية الكنيسة من الدولة في المقام الأول.
خلال ثلاثينيات القرن العشرين، رفض البابا كليمنت السابع إلغاء زواج الملك هنري الثامن من كاثرين أراغون، ما دفع الملك إلى الانفصال عن الكنيسة وتنصيب نفسه حاكمًا لكنيسة إنجلترا. أبقى ملوك بريطانيا العظمى على سلطتهم الكنسية على كنيسة إنجلترا منذ عهد الملك هنري الثامن، الذي لقّب نفسه الحاكم الأعلى لكنيسة إنجلترا. لم يتنشر الاختلاط الكنسي في إنجلترا على نطاق واسع، وذلك على الرغم من الاضطهاد الواسع للكاثوليك والناجم عن استيلاء الملك هنري على السلطة. أسفر الأمر في النهاية عن الانشقاقية، والمنشقّين الإنجليز، ومعاداة الكاثوليكية على يد أوليفر كرومويل، والكومنولث الإنجليزي، وقوانين العقوبات ضد الكاثوليك وغيرهم ممّن لم يتمسّكوا بكنيسة إنجلترا.
تمثّلت إحدى نتائج الاضطهاد في إنجلترا في فرار بعض الأشخاص من بريطانيا العظمى ليتمكّنوا من العبادة كما يرغبون لكنّهم لم يسعوا إلى الحرية الدينية. لم تتسامح مستعمرات أمريكا الشمالية المبكرة مع المعارضة الدينية مثلما فعلت إنجلترا؛ على سبيل المثال، لم تسمح ولاية ماساتشوستس البروتستانتية بالعبادة القياسية المسموحة في كنيسة إنجلترا. أبحر بعضٌ من هؤلاء الأشخاص طوعًا إلى المستعمرات الأمريكية خصيصًا لهذا الغرض. عُدّل دستور الولايات المتّحدة بهدف حظر إرساء الدين على يد الكونغرس على وجه التحديد، وذلك بعد ثورة المستعمرات الأمريكية الشهيرة ضد جورج الثالث ملك المملكة المتّحدة.

### التنوير
غالبًا ما يُنسب مفهوم الفصل بين الكنيسة والدولة إلى كتابات الفيلسوف الإنجليزي جون لوك (1704-1632). وفقًا لمبدأ العقد الاجتماعي الخاص به، ناقش لوك افتقار الحكومة إلى السلطة في نطاق الضمير الفردي، وذلك نظرًا لكون الضمير الفردي شيئًا لم يستطع العقلاء التنازل عنه لتسيطر عليه الحكومة أو الأفراد الآخرين. يرى لوك بأنّ هذا الأمر قد خلق حقًّا طبيعيًا بامتلاك حرية الضمير، التي يرى لوك بأنها يجب أن تبقى محمية من أي سلطة حكومية. أثّرت هذه الآراء المتعلّقة بالتسامح الديني وأهمية الضمير الفردي إضافةً إلى عقده الاجتماعي في المستعمرات الأمريكية وصياغة دستور الولايات المتحدة بشكل خاص.
وفي تلك الفترة من القرن السابع عشر، أكّد بيير بايل وبعض من الإيمانيين الروّاد في الفصل بين الكنيسة والدولة على استقلال الإيمان عن العقل. أمّا خلال القرن الثامن عشر، انتشرت أفكار لوك وبايل، ولا سيما تلك التي تعلّقت بالفصل بين الكنيسة والدولة، إذ روّج لها فلاسفة عصر التنوير. كان مونتسكيو قد كتب عن التسامح الديني والفصل بين الدين والحكومة إلى حدّ ما في عام 1721. دافع فولتير عن الفصل إلى حدّ ما، لكنّه أخضع الكنيسة لاحتياجات الدولة في نهاية المطاف. أمّا دنيس ديدرو فكان من أنصار الفصل التام بين الكنيسة والدولة، إذ قال «المسافة التي تفصل بين العرش ومذبح الكنيسة لا يمكنها أن تكون أكبر من اللازم».

### جفرسون ووثيقة الحقوق
يُعتبر المصطلح الإنجليزي الدقيق اشتقاقًا من عبارة «جدار الفصل بين الكنيسة والدولة»، العبارة التي كتبها توماس جفرسون في خطابه إلى جمعية المعمدانيين في دانبري في عام 1802. كتب جفرسون في تلك الرسالة إشارةً إلى التعديل الأول لدستور الولايات المتّحدة قائلًا:
«أؤمن مثلكم بأنّ الدين مسألة متمثّلة بالعلاقة بين الإنسان وإلهه وحسب، إذ الإيمان والعبادة واجب له وليس لأحد آخر، فالصلاحيات الشرعية للحكومة متعلّقة بالأفعال وحسب وليس بالآراء. إنّي أتأمل في تقديس السيادة بفعل الشعب الأمريكي كلّه الذي أعلن أنه على الهيئة التشريعية «عدم وضع قانون يحترم مؤسسة دينية، أو يحظر ممارستها بحرّية»، وبالتالي بناء جدار الفصل بين الكنيسة والدولة.»

## في بلدان مختلفة
تمتلك الدول درجات مختلفة من الفصل بين الحكومة والمؤسسات الدينية. وضعت العديد من البلدان حواجز واضحة بين الكنيسة والدولة منذ ثمانينيات القرن الثامن عشر. تختلف درجة الفصل الفعلي بين الحكومة والدين أو المؤسسات الدينية على نطاق واسع. تعد المؤسستان مترابطتان بشدة في بعض البلدان. يوجد صراعات جديدة في عالم ما بعد الشيوعية.
يمكن رؤية الاختلافات العديدة في الفصل في بعض البلدان التي تمتلك درجة عالية من الحرية الدينية والتسامح جنبًا إلى جنب مع الثقافات السياسية العلمانية القوية التي ما تزال تحافظ على كنائس الدولة أو الارتباطات المالية مع بعض المنظمات الدينية في القرن الحادي والعشرين. يوجد في إنجلترا، دين دولة مؤسس دستوريًا لكن يتم التسامح مع الأديان الأخرى. الملكة البريطانية هي الحاكم الأعلى لكنيسة إنجلترا، ويوجد 26 أسقف (اللوردات الروحيين) في مجلس الشيوخ في الحكومة، أو مجلس اللوردات.
في الممالك الأخرى، قد يُطلب قانونيًا من رئيس الحكومة أو رأس الدولة أو أي شخصيات رسمية أخرى رفيعة المستوى أن يكون عضوًا في دين معين. غالبًا ماتزال سلطة تعيين أعضاء رفيعي المستوى في كنائس الدولة منوطة بالحكومات العالمية. قد تكون هذه الحكومات غير مناسبة للعصر أو سطحية، لكنها تخفي المستوى الحقيقي للحرية الدينية للدولة. في حالة أندورا، هناك رئيسان للدولة ليس أي منهما من أندورا. أحدهما هو الأسقف الكاثوليكي الروماني لمدينة سو دو أورجيل، وهي مدينة تقع في شمالي إسبانيا، ويحمل لقب كوبرينس أسقفي (الكوبرينس الآخر هو رأس الدولة الفرنسية). يتمتع حاملو لقب كوبرينس بسلطة سياسية من ناحية إقرار القوانين وتعيين المحكمة الدستورية وأمور أخرى.

### أستراليا
يمنع دستور أستراليا الكومنويلث من تأسيس أي ديانة أو طلب أي اختبار ديني لأي منصب:
الفصل 5 و116 لا يجوز للكومنويلث أن يسن أي قانون لتأسيس أي دين، أو لفرض أي شعائر دينية، أو حظر حرية ممارسة أي دين، ولا يُطلب أي اختبار ديني كمؤهل لأي منصب أو مسؤولية عامة بموجب الكومنويلث.
استُلهم هذا السياق من دستور الولايات المتحدة الأمريكية، لكن تم تعديله. تم تفسيره، حسب القواعد المتبعة للمحكمة العليا، بشكل أضيق بكثير من البنود الأمريكية المماثلة له ولم يتم إلغاء أي قانون لمخالفته هذا البند. تقدم حكومة الكومنويلث اليوم تمويلًا واسع النطاق للمدارس الدينية. اعتاد الكومنويلث على تمويل القساوسة، لكن المحكمة العليا في قضية ويليام ضد الكومنويلث وجدت أن اتفاقية التمويل غير صالحة بموجب البند 61. من ناحية ثانية، وجدت المحكمة العليا أن البند 116 ليس له صلة بالموضوع، لأن القساوسة أنفسهم لم يشغلوا مناصب في الكومنويلث. تُفتتح جميع مجالس النواب بصلاة مسيحية، وتشير مقدمة الدستور الأسترالي إلى «الاعتماد بخشوع على بركة الله القدير».
رغم أن الملكة البريطانية هي إليزابيث الثانية، وهي أيضًا الملكة البريطانية وحاكم كنيسة إنكلترا، فإن لقبها الأسترالي لا علاقة له بمنصبها الديني ولا دور لها في الكنيسة الأنجيليكانية الأسترالية. سمح منع الاختبارات الدينية بتعيين رئيس الأساقفة الأنجيليكاني السابق لبريسبان، بيتر هولينغوورث، ليكون حاكمًا عامًا لأستراليا، وهو أعلى مسؤول دستوري محلي؛ إلا أن الأمر تعرض للانتقاد.
رغم إدارج البند 116 في فصل «الولايات»، فإنه لا ينطبق على الولايات بسبب التغييرات الحاصلة أثناء الصياغة، وهم احرار في إنشاء دياناتهم الخاصة. رغم أن أيًا من الولايات لم تقود أي كنيسة تابعة للدولة (قيدت نيو ساوث ويلز المجموعات الدينية خلال بداية الفترة الاستعمارية)، فإن الهيئة القانونية المشابهة للعديد من المنظمات الدينية تأسست بموجب تشريعات الدولة. حصل استفتاءان شعبيان لتوسيع تطبيق البند 116 على الولايات، لكن كلاهما فشل. كان يتم جمع التغييرات في كل حالة مع تغييرات أخرى ولا تسنح الفرصة للمصوتين بالتعبير عن قبول تغيير واحد فقط. تسمح معظم الولايات بإعفاءات واسعة للمجموعات الدينية المناهضة للتمييز؛ على سبيل المثال، يسمح قانون نيو ساوث ويلز، الذي يسمح للأزواج من نفس الجنس بتبني أطفال، لوكالات التبني الدينية برفض هؤلاء الأزواج.
انتقدت كل من المجموعات العلمانية والدينية الوضع الحالي، الذي يمكن وصفه «بمبدأ حيادية الدولة» بدلًا من «الفصل بين الكنيسة والدولة». جادل العلمانيون من ناحية بأن حيادية الحكومة للأديان يقود إلى «ديمقراطية معيبة» أو حتى «ثيوقراطية تعددية» لأن الحكومة لا يمكن أن تكون محايدة تجاه دين الأشخاص الذين ليس لديهم دين بالأصل. ومن ناحية أخرى، شعرت المجموعات الدينية والمجموعات الأخرى بالقلق من أن تقيدهم حكومات الولايات عن ممارسة دينهم من خلال منعهم من انتقاد المجموعات الأخرى وإجبارهم على القيام بأعمال غير مقبولة.

### أذربيجان
الإسلام هو الدين السائد في أذربيجان، حيث تبلغ نسبة المسلمين الأذربيجان 96%، ويشكل الشيعة الأغلبية منهم. من ناحية ثانية، تعد أذربيجان رسميًا دولة علمانية. وفقًا لدستور أذربيجان، فإن الدولة والجامع (المسجد) منفصلين. تعرف المادة 7 من الدستور دولة أذربيجان بأنها جمهورية ديمقراطية قانونية علمانية وحدوية. لذلك، ينص الدستور على حرية الأديان والمعتقدات.
تراقب لجنة الدولة الأذربيجانية للعمل مع المنظمات الدينية العلاقات بين الدولة والأديان.
تعيش الأقليات العرقية كالروس والجورجيين واليهود والليزكيين والعفر والأوديين والأكراد ذوي المعتقدات الدينية المختلفة عن الإسلام في أذربيجان. تُمارَس عدة ديانات في أذربيجان. يوجد العديد من الكنائس الكاثوليكية والأرثوذكسية في مناطق مختلفة في أذربيجان.

### البرازيل
كانت البرازيل مستعمرة في الإمبراطورية البرتغالية منذ عام 1500 حتى استقلال الدولة (البرازيل) عن البرتغال في عام 1822، وهو الوقت الذي كان في الدين الكاثوليكي هو الدين الرسمي للدولة. مع ظهور إمبراطورية البرازيل، على الرغم من احتفاظ الكاثوليكية بوضعها كعقيدة رسمية، بدعم من الدولة، سُمح للأديان الأخرى بالازدهار، حيث ضمن دستور عام 1824 الحرية الدينية. أدى سقوط الإمبراطورية في عام 1889 إلى ظهور نظام جمهوري، وتم سن دستور عام 1891، الذي قطع الروابط بين الكنيسة والدولة؛ تأثر الأيديولوجيون الجمهوريون كبنجامين كونستانت وروي باربوسا بالعلمانية في فرنسا والولايات المتحدة. تم الحفاظ على الانفصال الدستوري بين الكنيسة والدولة منذ ذلك الحين. يؤكد الدستور الحالي للبرازيل، الساري منذ عام 1988، على الحرية الدينية ويمنع تأسيس كنائس الدولة وأي علاقة «تبعية أو تحالف» للمسؤولين مع الزعماء الدينيين، باستثناء «التعاون لخدمة المصلحة العامة، الذي يحدده القانون».